# Clinton (Ontario)
Pour les articles homonymes, voir Clinton.
Clinton est une localité du sud-ouest de la province d'Ontario, Canada, qui fait partie de la municipalité régionale de Central Huron, près du lac du même nom. L'endroit était connu à l'origine comme The Corners ou Rattenbury Corner mais a été nommé plus tard Clinton en l'honneur de Sir Henry Clinton qui s'est distingué lors de la Guerre d'indépendance espagnole (1808-1814). 

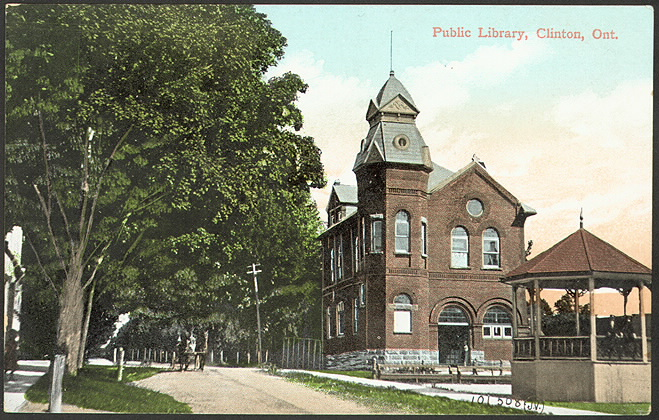
Carte postale de 1910 montrant la bibliothèque municipale, une Bibliothèque Carnegie. En 2018, elle sert encore de bibliothèque.

Clinton est connue comme « la ville du radar » parce qu'elle est le site de la base de la RCAF où s'est fait la recherche sur les radars au Canada durant la Seconde Guerre mondiale. Une énorme antenne de radar est exposée au centre-ville. On y retrouve également un musée sur l'« École sur roues », un train qui parcourait les régions de isolées du nord de l'Ontario pour éduquer les enfants. 
Le 11 juin 1959, la jeune Lynne Harper âgée de douze ans a été morte près de la base de la RCAF. Un jeune homme de 14 ans, Stephen Truscott a été reconnu coupable de ce meurtre et a passé 48 ans de sa vie au pénitencier avant que la cour d'appel reconnaissance qu'il y avait été la victime d'une erreur judiciaire le 28 août 2007.
Différentes personnes ayant une certaine notoriété sont natives de Clinton, en particulier l'écrivaine Alice Munro, le joueur de hockey sur glace Ryan O'Reilly et l'auteur de bandes dessinées Gregory Gallant. 